# Донини (Фиренца)
Донини је насеље у Италији у округу Фиренца, региону Тоскана.
Према процени из 2011. у насељу је живело 870 становника. Насеље се налази на надморској висини од 339 м.